# Kwetabohigan River
Der Kwetabohigan River ist ein etwa 230 km langer linker Nebenfluss des Moose River im Norden der kanadischen Provinz Ontario.

## Geographie
Der Kwetabohigan River entspringt auf einer Höhe von 180 m 108 km nordnordöstlich von Hearst. Von dort fließt er 150 km in nordöstlicher Richtung, bevor er sich allmählich nach Osten wendet. Der Kwetabohigan River mündet schließlich 20 km südwestlich von Moosonee in den Moose River, 40 km oberhalb dessen Mündung in die James Bay. Der Kwetabohigan River spaltet sich einen Kilometer oberhalb der Mündung in zwei Flussarme auf. Der Kwetabohigan River entwässert ein Areal von 4250 km². Der mittlere Abfluss an der Mündung beträgt 42,6 m³/s. Der Fluss führt während der Schneeschmelze in den Monaten April bis Juni die größten Wassermengen.